# طرح (فیلم ۱۹۹۳)
طرح یا برنامه (به انگلیسی: The Program) فیلمی محصول سال ۱۹۹۳ و به کارگردانی دیوید اس. وارد است. در این فیلم بازیگرانی همچون جیمز کان، هلی بری، عمر اپس، کریگ شفر، کریستی سوانسون، آبراهام بنرابی، اندرو براینیارسکی، دوین دیویس، جوی لورن آدامز و ردا گریفیس ایفای نقش کرده‌اند.